# Kaleigh Gilchrist
Kaleigh Gilchrist (* 16. Mai 1992 in Newport Beach) ist eine Wasserballspielerin aus den Vereinigten Staaten. Sie gewann bis 2024 zwei Titel bei Olympischen Spielen, vier Titel bei Weltmeisterschaften sowie zwei Titel bei Panamerikanischen Spielen.

## Sportliche Karriere
Die 1,76 m große Außenspielerin siegte 2015 mit dem US-Team bei den Panamerikanischen Spielen in Toronto. Direkt im Anschluss fanden in Kasan die Weltmeisterschaften 2015 statt. Die Mannschaft aus den Vereinigten Staaten gewann den Titel durch ein 5:4 im Finale gegen die niederländische Mannschaft. Bei den Olympischen Spielen 2016 in Rio de Janeiro traf das US-Team im Finale auf die Italienerinnen und siegte mit 12:5. Gilchrist erzielte im Turnierverlauf sechs Tore, aber keins im Finale.
Danach machte Gilchrist eine Pause im Nationalteam und kehrte erst 2018 zurück. Bei den Weltmeisterschaften 2019 in Gwangju traf das US-Team im Finale auf die Spanierinnen und gewann mit 11:6. Im Anschluss an den Titelgewinn verletzte sich Gilchrist in Gwangju, als dort ein Balkon in einem Nachtclub zusammenbrach. Sie verpasste dadurch die Teilnahme an den Panamerikanischen Spielen 2019. Bei den 2021 ausgetragenen Olympischen Spielen in Tokio trafen die Mannschaften aus den Vereinigten Staaten und aus Spanien wieder im Finale aufeinander, die Amerikanerinnen siegten mit 14:5. Gilchrist warf im Finale zwei Tore.
In den nächsten Jahren siegte das US-Team bei den Weltmeisterschaften 2022 und 2024 sowie bei den Panamerikanischen Spielen 2023. Lediglich bei der Weltmeisterschaft 2023 verlor die Mannschaft im Viertelfinale gegen die Italienerinnen und wurde nach den Platzierungsspielen Fünfte. Bei den Olympischen Spielen 2024 in Paris siegte die Mannschaft im Viertelfinale gegen die Ungarinnen. Nach einer Halbfinalniederlage gegen die Australierinnen verlor das US-Team das Spiel um Bronze gegen die Niederländerinnen. Gilchrist warf im Match um Bronze ein Tor.